# کامپیلیا ماریتیما
کامپیلیا ماریتیما (به ایتالیایی: Campiglia Marittima) یک کومونه در ایتالیا است که در استان لیورنو واقع شده‌است.

## خصوصیات
کامپیلیا ماریتیما ۸۳٫۲ کیلومترمربع مساحت و ۱۳٬۲۶۶ نفر جمعیت دارد و ۲۳۱ متر بالاتر از سطح دریا واقع شده‌است.